# 蚊帳吊り狸
蚊帳吊り狸（かやつりたぬき、かやつりだぬき）は、徳島県美馬市（旧美馬郡三島村舞中島）に伝わる妖怪。

## 概要
寂しい夜道を人が歩いていると、道の真ん中に蚊帳が吊ってある。室内に吊る筈の蚊帳がなぜこんな野外に、と奇異に思いつつも通り抜けないと先へ進めないので、蚊帳をまくり上げてみると、その中にはまた蚊帳が吊ってある。その蚊帳をまくると中にはさらに蚊帳が……と繰り返している内に、前にも後ろにも蚊帳がある状態となり、先へ進むどころかもとの場所へ戻ることもできず、一晩中その場で右往左往する羽目になってしまう。
この怪異に遭遇した際には決して慌てることなく、心を平静に保ち、丹田に力を込めて蚊帳をまくっていくと、36枚目の蚊帳をまくったときに外に出られるという。
正体は名前の通り、狸の仕業とされているが世が開けた現代となっては出現せず、過去の出来事として忘れ去られつつある。